# Дэйли, Карсон
Карсон Дэйли (англ. Carson Daly, род. 22 июня 1973 года) ― американский телеведущий, радиоведущий и продюсер. До 2003 года Дэйли работал виджеем в программе MTV Total Request Live и диджеем на радиостанции 106,7 KROQ-FM в Южной Калифорнии. В 2002 году он перешел на канал NBC, где начал новости и продюсировать ночное ток-шоу «Последний звонок» с Карсоном Дэйли, а также время от времени вести специальные программы для NBC, такие как Macy’s Fourth of July fireworks show и исполнительный продюсер новогодней ночи с Карсоном Дэйли с Таймс-сквер, начиная с 2003 года.
В 2011 году Дэйли стал ведущим музыкального конкурса The Voice и присоединился к утреннему шоу NBC Today в качестве корреспондента в социальных сетях в 2013 году, а в последующие годы стал соведущим.

## Юность
Дэйли родился в Санта-Монике, штат Калифорния в семье телеведущей Патти Дэйли Карузо (1944―2017) и продавца автомобилей Джима Дэйли. Его мать из Фейетвилла, штат Северная Каролина. Его отец умер от рака мочевого пузыря, когда Карсон был ребенком, а мать вышла замуж за Ричарда Карузо (1932—2017). Он учился в средней школе Санта-Моники, затем в Университете Лойолы Мэримаунта в Лос-Анджелесе, но бросил учебу, чтобы продолжить профессиональную карьеру в гольфе. Также работал стажером у Джимми Киммела на радио.

## Карьера
Он начал свою карьеру на радиостанции KOME в Сан-Хосе, штат Калифорния. Затем стал работать на станции KOME KROQ в Лос-Анджелесе. Именно во время работы в KROQ канал MTV нанял Дэйли в качестве виджея программы Motel California. В конце лета 1997 года MTV нанял его в качестве постоянного виджея и он переехал в Нью-Йорк. Оказавшись там, Дэйли начал вести MTV Live.
С 1998 по 2003 год Дэйли вел программу Total Request Live. TRL родилась из двух шоу, Total Request и MTV Live, которые вел Дэйли. Его роль в качестве ведущего популярной программы в прямом эфире заключалась в представлении 10 лучших видео дня и интервью со знаменитостями. В 2002 году он запустил шоу Last Call with Carson Daly. Шоу снималось на той же съемочной площадке, что и Saturday Night Live до 2005 года, затем оно переехало в Лос-Анджелес. Начиная с 2003—2004 годов, Дэйли начал вести новогоднюю ночь специально для NBC, New Year’s Eve with Carson Daly.
В 2011 году он начал вести и продюсировать реалити-шоу NBC The Voice. Обязанности Дэйли как ведущего включают в себя просмотр слепых прослушиваний вместе с членами семьи участника. Как продюсер The Voice, Дэйли выиграл четыре премии Эмми. Когда корреспондент социальных сетей Кристина Миллиан покинула шоу, Дейли стал единственным ведущим.
Карсон Дейли снялся в короткой, но ключевой роли в первом эпизоде «Меня зовут Эрл».
В сентябре 2013 года Дейли стал ведущим шоу Today.

## Личная жизнь
Карсон Дейли живет в деревне Флауэр-Хилл в Нью-Йорке.
В марте 2000 года он познакомился с актрисой Тарой Рид на съемках Total Request Live и они начали встречаться. 29 октября он сделал ей предложение. Но в июне 2001 года они разорвали помолвку.
В 2013 году Дэйли обручился с блогером Сири Пинтер. Пара поженилась 23 декабря 2015 года на небольшой церемонии. У них четверо детей: сын Джексон, родившийся 16 марта 2009 года и три дочери Этта, родившаяся 6 сентября 2012 года, Лондон, родившаяся 20 августа 2014 года, и Голди, родившаяся 26 марта 2020 года.
Дэйли ― католик.
Он рассказал о своей борьбе с генерализованным тревожным расстройством.